# العلاقات الأوغندية الأوكرانية
العلاقات الأوغندية الأوكرانية هي العلاقات الثنائية التي تجمع بين أوغندا وأوكرانيا.

## مقارنة بين البلدين
هذه مقارنة عامة ومرجعية للدولتين:
| وجه المقارنة                                              | أوغندا                        | أوكرانيا                                   |
| --------------------------------------------------------- | ----------------------------- | ------------------------------------------ |
| المساحة (كم2)                                             | 241.04 ألف                    | 603.63 ألف                                 |
| عدد السكان (نسمة)                                         | 42.86 مليون                   | 45.55 مليون                                |
| الكثافة السكانية (ن./كم²)                                 | 177.81                        | 75.46                                      |
| العاصمة                                                   | كامبالا                       | كييف                                       |
| اللغة الرسمية                                             | لغة إنجليزية، اللغة السواحلية | اللغة الأوكرانية                           |
| العملة                                                    | شيلينغ أوغندي                 | هريفنا أوكرانية، كاربوفانيتس، روبل سوفييتي |
| الناتج المحلي الإجمالي (بليون دولار)                      | 25.89 مليار                   | 112.15 مليار                               |
| الناتج المحلي الإجمالي (تعادل القوة الشرائية) بليون دولار | 72.25 مليار                   | 352.98 مليار                               |
| الناتج المحلي الإجمالي الاسمي للفرد دولار أمريكي          | 705                           | 2.11 ألف                                   |
| الناتج المحلي الإجمالي للفرد دولار أمريكي                 | 1.77 ألف                      | 8.66 ألف                                   |
| مؤشر التنمية البشرية                                      | 0.483                         | 0.747                                      |
| رمز المكالمات الدولي                                      | +256                          | +380                                       |
| رمز الإنترنت                                              | .ug                           | .ua، .укр ‏                                 |
| المنطقة الزمنية                                           | ت ع م+03:00                   | ت ع م+02:00، ت ع م+03:00، توقيت شرق أوروبا |

## منظمات دولية مشتركة
يشترك البلدان في عضوية مجموعة من المنظمات الدولية، منها:
| علم المنظمة | اسم المنظمة                               | تاريخ انضمام أوغندا | تاريخ انضمام أوكرانيا |
| ----------- | ----------------------------------------- | ------------------- | --------------------- |
|             | مؤسسة التنمية الدولية                     | 27 سبتمبر 1963      | 27 مايو 2004          |
|             | يونسكو                                    | 9 نوفمبر 1962       | 12 مايو 1954          |
|             | وكالة ضمان الاستثمار متعدد الأطراف        | 10 يونيو 1992       | 19 يوليو 1994         |
|             | الأمم المتحدة                             | 25 أكتوبر 1962      | 24 أكتوبر 1945        |
|             | الفريق المعني برصد الأرض                  | ?                   | ?                     |
|             | الاتحاد البريدي العالمي                   | ?                   | ?                     |
|             | البنك الدولي للإنشاء والتعمير             | 27 سبتمبر 1963      | 3 سبتمبر 1992         |
|             | الاتحاد الدولي للاتصالات                  | 8 مارس 1963         | 7 مايو 1947           |
|             | منظمة حظر الأسلحة الكيميائية              | ?                   | ?                     |
|             | مؤسسة التمويل الدولية                     | 27 سبتمبر 1963      | 18 أكتوبر 1993        |
|             | المركز الدولي لتسوية المنازعات الاستشارية | 14 أكتوبر 1966      | 7 يوليو 2000          |
|             | منظمة التجارة العالمية                    | ?                   | 16 مايو 2008          |
|             | منظمة الشرطة الجنائية الدولية             | ?                   | ?                     |

## وصلات خارجية
- موقع وزارة الخارجية الأوغندية
- موقع وزارة الخارجية الأوكرانية